# The Way You Take Time
"The Way You Take Time" is een nummer van de Nederlandse singer-songwriter Joe Buck. Het nummer verscheen op zijn album White Roses uit 2020. Op 26 april 2019 werd het nummer al uitgebracht als de tweede single van het album.

## Achtergrond
"The Way You Take Time" is geschreven en geproduceerd door Simon Leferink en Joe Buck. Buck vertelde over de betekenis: "Het liedje gaat over het feit dat mensen tijd voor je maken, in goede en slechte tijden en dat je daar uiteindelijk iets voor teruggeeft. [...] Ik word blij van het nummer en ben verliefd op de bridge die erin zit. In de periode dat het nummer werd uitgebracht, kreeg mijn zus haar eerste kindje en werd ik dus oom. 'The Way You Take Time' wordt daar thuis ook gedraaid en heeft daardoor ook een link met mijn neefje. Dat maakt het extra bijzonder."
"The Way You Take Time" is oorspronkelijk geschreven voor een reclamecampagne van de supermarktketen PLUS. De makers van de commercial hoorden een nooit officieel uitgebracht nummer van Buck, waarop zij hem vroegen om een nummer te schrijven die specifiek voor deze reclame bedoeld was. Samen met zijn beste vriend Leferink ging hij aan de slag, en samen kwamen zij met "The Way You Take Time". Dit nummer duurde slechts 65 seconden en bestond uit twee coupletten en een refrein. Het werd opgenomen in de slaapkamer van Leferink. Twee weken nadat het was geschreven, was het al te horen in de commercial.
"The Way You Take Time" kreeg nationale bekendheid nadat een luisteraar van Qmusic het nummer tijdens het programma van Domien Verschuuren aanvroeg, die niet wist van wie het nummer was. Via Bucks mentor Ilse DeLange kwam hij uiteindelijk bij Buck terecht, die op verzoek van DeLange bezig was om een volledige versie van het nummer te schrijven. De volledige versie beleefde uiteindelijk zijn première bij Qmusic, drie dagen voor de officiële uitgave.
"The Way You Take Time" bleek een hit: de single bereikte plaats 22 in de Nederlandse Top 40 en plaats 72 in de Single Top 100. Later in 2019 werd het nummer gebruikt in de film Singel 39 en werd het verkozen tot het beste nummer dat ooit in een televisiecommercial is gebruikt. Een jaar na uitgave ontving Buck een gouden plaat voor de single. In 2021 was Buck een van de kandidaten van het televisieprogramma Beste Zangers, waarin "The Way You Take Time" ten gehore werd gebracht door Alides Hidding.

## Hitnoteringen

### Nederlandse Top 40
| Hitnotering: 15-06-2019 t/m 21-09-2019 | Hitnotering: 15-06-2019 t/m 21-09-2019 | Hitnotering: 15-06-2019 t/m 21-09-2019 | Hitnotering: 15-06-2019 t/m 21-09-2019 | Hitnotering: 15-06-2019 t/m 21-09-2019 | Hitnotering: 15-06-2019 t/m 21-09-2019 | Hitnotering: 15-06-2019 t/m 21-09-2019 | Hitnotering: 15-06-2019 t/m 21-09-2019 | Hitnotering: 15-06-2019 t/m 21-09-2019 | Hitnotering: 15-06-2019 t/m 21-09-2019 | Hitnotering: 15-06-2019 t/m 21-09-2019 | Hitnotering: 15-06-2019 t/m 21-09-2019 | Hitnotering: 15-06-2019 t/m 21-09-2019 | Hitnotering: 15-06-2019 t/m 21-09-2019 | Hitnotering: 15-06-2019 t/m 21-09-2019 | Hitnotering: 15-06-2019 t/m 21-09-2019 | Hitnotering: 15-06-2019 t/m 21-09-2019 |
| Week                                   | 1                                      | 2                                      | 3                                      | 4                                      | 5                                      | 6                                      | 7                                      | 8                                      | 9                                      | 10                                     | 11                                     | 12                                     | 13                                     | 14                                     | 15                                     |                                        |
| -------------------------------------- | -------------------------------------- | -------------------------------------- | -------------------------------------- | -------------------------------------- | -------------------------------------- | -------------------------------------- | -------------------------------------- | -------------------------------------- | -------------------------------------- | -------------------------------------- | -------------------------------------- | -------------------------------------- | -------------------------------------- | -------------------------------------- | -------------------------------------- | -------------------------------------- |
| Nummer                                 | 39                                     | 39                                     | 38                                     | 39                                     | 39                                     | 34                                     | 31                                     | 39                                     | 40                                     | 29                                     | 26                                     | 23                                     | 22                                     | 30                                     | 38                                     | uit                                    |

### Single Top 100
| Hitnotering: 07-09-2019 t/m 12-10-2019 | Hitnotering: 07-09-2019 t/m 12-10-2019 | Hitnotering: 07-09-2019 t/m 12-10-2019 | Hitnotering: 07-09-2019 t/m 12-10-2019 | Hitnotering: 07-09-2019 t/m 12-10-2019 | Hitnotering: 07-09-2019 t/m 12-10-2019 | Hitnotering: 07-09-2019 t/m 12-10-2019 | Hitnotering: 07-09-2019 t/m 12-10-2019 |
| Week                                   | 1                                      | 2                                      | 3                                      | 4                                      | 5                                      | 6                                      |                                        |
| -------------------------------------- | -------------------------------------- | -------------------------------------- | -------------------------------------- | -------------------------------------- | -------------------------------------- | -------------------------------------- | -------------------------------------- |
| Nummer                                 | 77                                     | 77                                     | 75                                     | 72                                     | 80                                     | 92                                     | uit                                    |

### NPO Radio 2 Top 2000
The Way You Take Time stond alleen in 2021 in de NPO Radio 2 Top 2000, op plek 1753.